# بوستان نیاوران
بوستان نیاوران یا پارک نیاوران یکی از بوستان‌های شهر تهران است که در منطقه نیاوران در شمال‌شرقی تهران جای دارد. این بوستان در همسایگی میدان باهنر (میدان نیاوران) و انتهای شمالی خیابان پاسداران (سلطنت آباد پیشین) و در جنوب کاخ نیاوران قرار گرفته است.
پهنه این بوستان نزدیک به ۶۲،۰۰۰ متر مربع است و با نقشه طراحان انگلیسی و معماری علی سردارافخمی ساخته شده است. زمین این پارک در سال ۱۳۳۷ از طرف دربار شاهنشاهی به شهرداری پایتخت واگذار شد و عملیات ساخت پارک از سال ۱۳۴۶ آغاز شد. هزینه ساخت این پارک ۶۸ میلیون ریال اعلام شد و مراسم گشایش پارک با حضور محمدرضا شاه پهلوی روز یازدهم مهر ۱۳۴۸ برگزار شد. 
این پارک دارای اشکوب‌های چندگانه و پله‌های گوناگون است که این پلکان از مشخصات ویژه آن است. این پارک دو در ورودی شمالی و جنوبی دارد که هر دو به خیابان پاسداران باز می شوند. از دیگر ویژگی این پارک آب نماهای بزرگ با مساحت نزدیک به ۳۳۲۰ متر مربع است. پهنه سبز پارک در برگیرنده ۸،۰۰۰ متر مربع گل‌کاری و در حدود ۲۰،۰۰۰ متر مربع چمن‌کاری به همراه درختان از گونه‌های فراوان است. یکی از کهن‌ترین درختان چنار تهران با دیرینگی ۱۵۰ سال و بلندی ۲۰ متر و محیط ۲,۸ متر در این پارک جای دارد. دریاچه این بوستان که در آن ماهی و مرغابی و لاک‌پشت زندگی می‌کنند، از دیگر زیبایی‌های این پارک است. در گذشته برای آبیاری فضای سبز و آب استخرهای پارک از آب تهران استفاده می‌شد، اما از سال ۱۳۷۹ از آب قنات منطقه بهره گرفته می‌شود.

## بخش‌های گوناگون بوستان

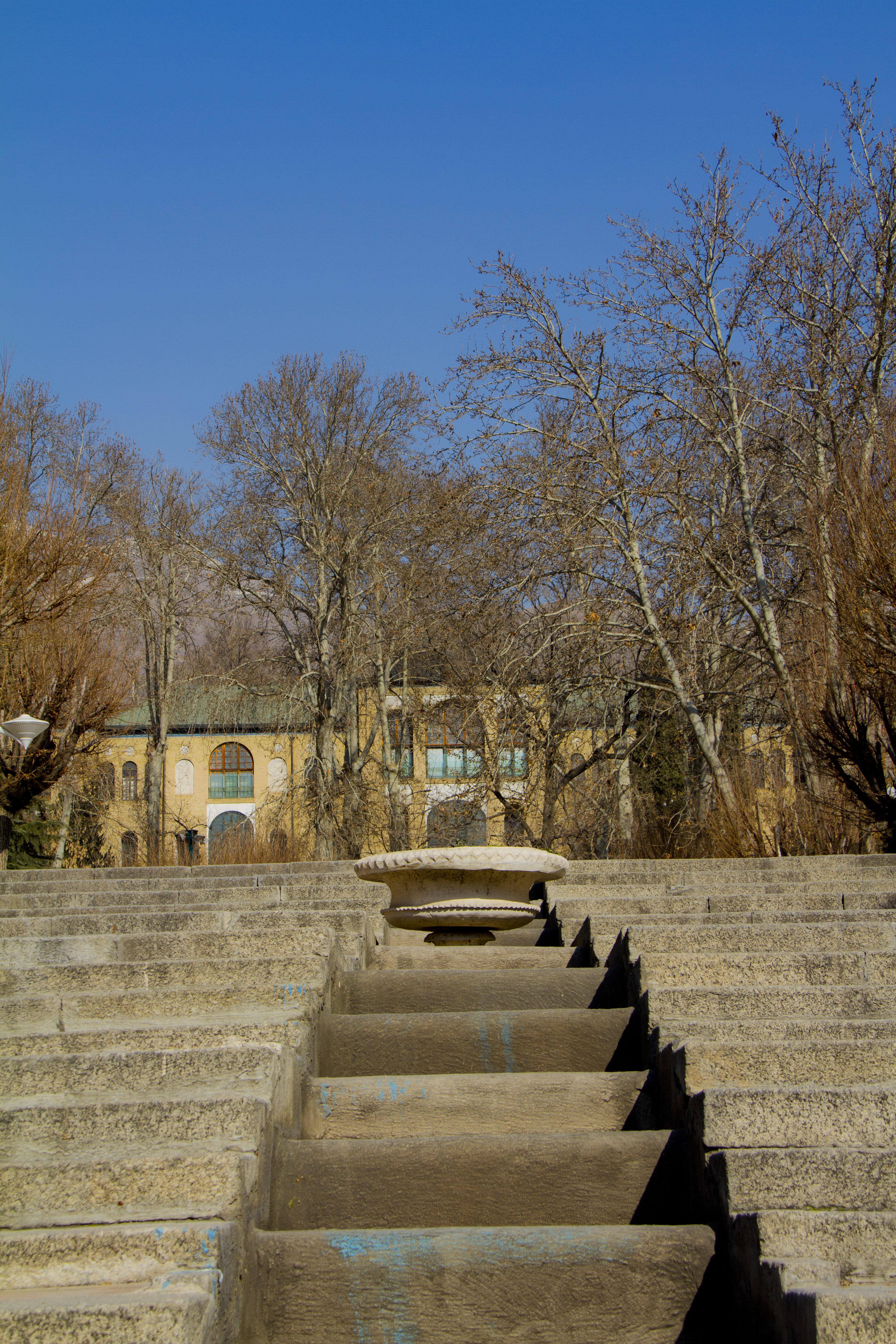

- ساختمان کانون فرهنگی کودکان
- کتاب‌خانه
- آمفی تئاتر
- زمین اسکیت
- زمین بازی کودکان
- زمین تمرین اسب‌سواری
- سالن ورزشی بانوان
- نمازخانه
- چهار استخر بزرگ